# 밋업
밋업(Meetup)은 멤버십 소프트웨어를 제공하는 웹사이트로 운영되며 사용자들이 공통 플랫폼을 사용하여 이벤트 일정을 잡을 수 있도록 도와준다.

## 역사
2002년 6월 12일 런칭한 밋업은 다양한 관심사를 위한 조직 도구가 되었으며, 이 관심사에는 취미, 음주, 스포츠,, 게이밍이 포함된다. 데이트 그룹과 대부분의 싱글 그룹은 금지된다.
2017년 11월, 수년 간의 사용률 감소를 겪고 경쟁사와의 경쟁에 필수적인 자금 부족으로 밋업은 30,000,000 달러에 WeWork에 인수되었다. 밋업의 직원 수는 인수 이후 10% 감소하였다.

## 같이 보기
- 야후! 그룹
- Wall.fm
- SocialGO
- NING
- MEETin
- KickApps